# Witoto
Witoto (även Huitoto, Uitoto, Guitoto, Huitata, Huito, Fitita eller Hitote) är sydamerikanskt ursprungsfolk i sydvästra Colombia, nordöstra Peru och västra Brasilien.

## Historia
Historiskt sett har olika Witoto-stammar ofta varit i krig med varandra. Ett syfte var att ta fångar. Unga fångar införlivades i den egna gruppen, medan de gamla åts rituellt under en magisk-religiös fest. Kannibalism var begränsad till manligt deltagande. Ett annat syfte var att utkräva hämnd mot schamaner som tros ha orsakat sjukdom.
Witoto-folket bestod en gång av 100 byar eller 31 stammar. Den första kontakten med européer skedde i början av 1600-talet, men förblev sporadisk ända in på 1800-talet. I början av 1900-talet uppgick befolkningen till 50,000. Gummiboomen 1879–1912 decimerade befolkningen genom sjukdomar, träldom, skuldsättning och tortyr. Ett av de företag som utvann gummi i Witoto-regionen och som förlitade sig på arbetskraft från ursprungsfolken var Peruvian Amazon Company, grundat 1907 av den peruanske entreprenören och politikern Julio César Arana (1864–1952). Under senare hälften av 1900-talet hade befolkningen sjunkit till 7,000–10,000 och folk flytt till marginaliserade områden. Vissa återvände till sina traditionella hemtrakter, medan andra bosatte sig i andra regioner och förlorade sin etniska identitet.
Sedan 1990-talet har boskapsuppfödare invaderat Witotos landområden, utarmat jorden och förorenat vattendragen. Som svar på intrången har den colombianska regeringen upprättat ett antal reservat för Witoto och överväger att upprätta flera. Witoto-folket har också börjat organisera sig för att bekräfta sin kulturella identitet och återta sitt traditionella territorium.

Witoto-hydda vid Nanays mynning, biflod till övre Marañón, Peru, ur Världskulturmuseets bildarkiv. Foto: Günter Tessman, 1920-talet.

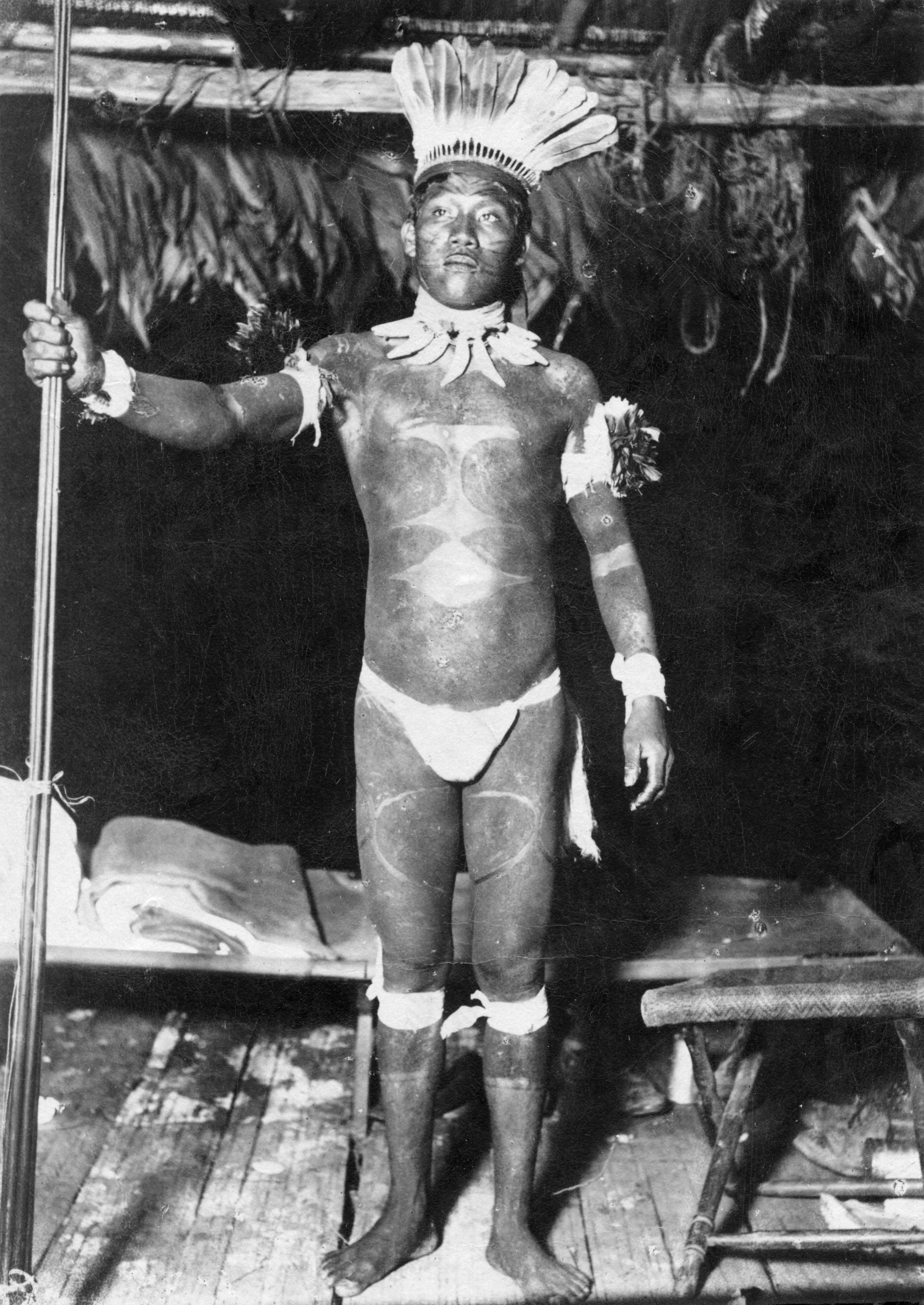
Witoto-dansare vid okima-fest i Niña Maria, Colombia, ur Världskulturmuseets bildarkiv. Foto: Konrad Theodor Preuss, 1914.

Koka-behållare av urholkad Tucum-nöt, ur Världskulturmuseets samlingar.

Idag uppgår befolkningen till cirka 8,500, varav de flesta lever längs floderna Caquetá och Putumayo i sydvästra Colombia. Ett mindre antal lever i angränsande områden i nordöstra Peru (Loreto-regionen) och västra Brasilien.

## Kultur
Witoto-folket är traditionellt sett indelade i tre större grupper, Murui, Muinane och Meneca, samt ett antal mindre grupper. 
Den typiska bosättningen består av en enda stor rund eller rektangulär hydda, joforomo eller maloca, som delas av flera familjer. Varje familj har en oberoende sektor där de kan hänga sina hängmattor. Stora, ihåliga signaltrummor, maguare, används i syfte att kommunicera med närliggande stammar. Traditionellt sett har kvinnor gått nakna, medan män endast burit ett höftskynke. Idag bär man kläder i västerländsk stil. Kroppsmålning i färgglada mönster är vanligt förekommande bland både män och kvinnor.

## Försörjning
Witoto utövar svedjebruk. För att förhindra att marken utarmas flyttar de sina åkrar efter några få skördar. Viktiga grödor inkluderar kakao, koka, majs, maniok, banan, mango, ananas, sockerrör, sötpotatis och jams. Tobak och jordnötter odlas i små mängder. En familj kan ha sex eller fler åkrar av olika åldrar och växtblandningar, så tillgången på olika grödor är säkerställd. En tomt läggs i träda i 10–20 år innan den återanvänds. Etnobotanister har studerat Witoto-jordbruket på grund av dess effektivitet och hållbarhet.
Män jagar med hagelgevär och använder även blåsgevär med förgiftade pilar för småvilt. De tillverkar fällor och fallgropar av olika slag och jagade tidigare med spjut, men har aldrig använt pil och båge. Byten är bland andra apor, tapirer, kapybara (vattensvin), myrslokar, bältdjur, rådjur, sengångare, papegojor, grodor och sköldpaddor. Fisk fångas traditionellt med nät, spjut eller gift, men idag används även fiskkrokar. Ofta jagar man på natten med ficklampor.

## Etnografika
Etnografiska museet innehar drygt 300 föremål från olika folkgrupper i Brasilien, däribland Witoto, insamlade 1850–1860 av den brasilianske läkaren och naturforskaren Francisco da Silva Castro (1815–1899). Världskulturmuseet i Göteborg innehar ett 60-tal föremål från Karime-, Paushiana- och Witoto-folken i Brasilien, förvärvade 1929 från Georges Salathé och Karl Lako. Det finns även bilder på Witoto-folket på båda museerna, främst på Världskulturmuseet.

## Flygolycka
2023 lyckades fyra Witoto-barn, en 13-årig flicka och hennes småsyskon, ett mindre än ett år gammalt, överleva 40 dagar i Amazonas djungel efter en flygolycka som dödat alla tre vuxna, inklusive deras mamma. Barnen åt frukt från djungeln och mat från de överlevnadspaket som helikoptrar släppt ner under räddningsinsatsen, Operation Hope, där 150 soldater, 200 frivilliga från olika ursprungsfolk och 10 belgiska herdehundar sökte av ett område på mer än 323 kvadratkilometer.